# Julie Damsgaard Madsen
Julie Madsen er en dansk kvindelig fodboldspiller, der har spillet for AaB kvinde Elitefodbold frem til 2021, hvor hun skiftede til den norske toppserie klub Arna-Bjørnar.